# قوات الإنزال الجوي

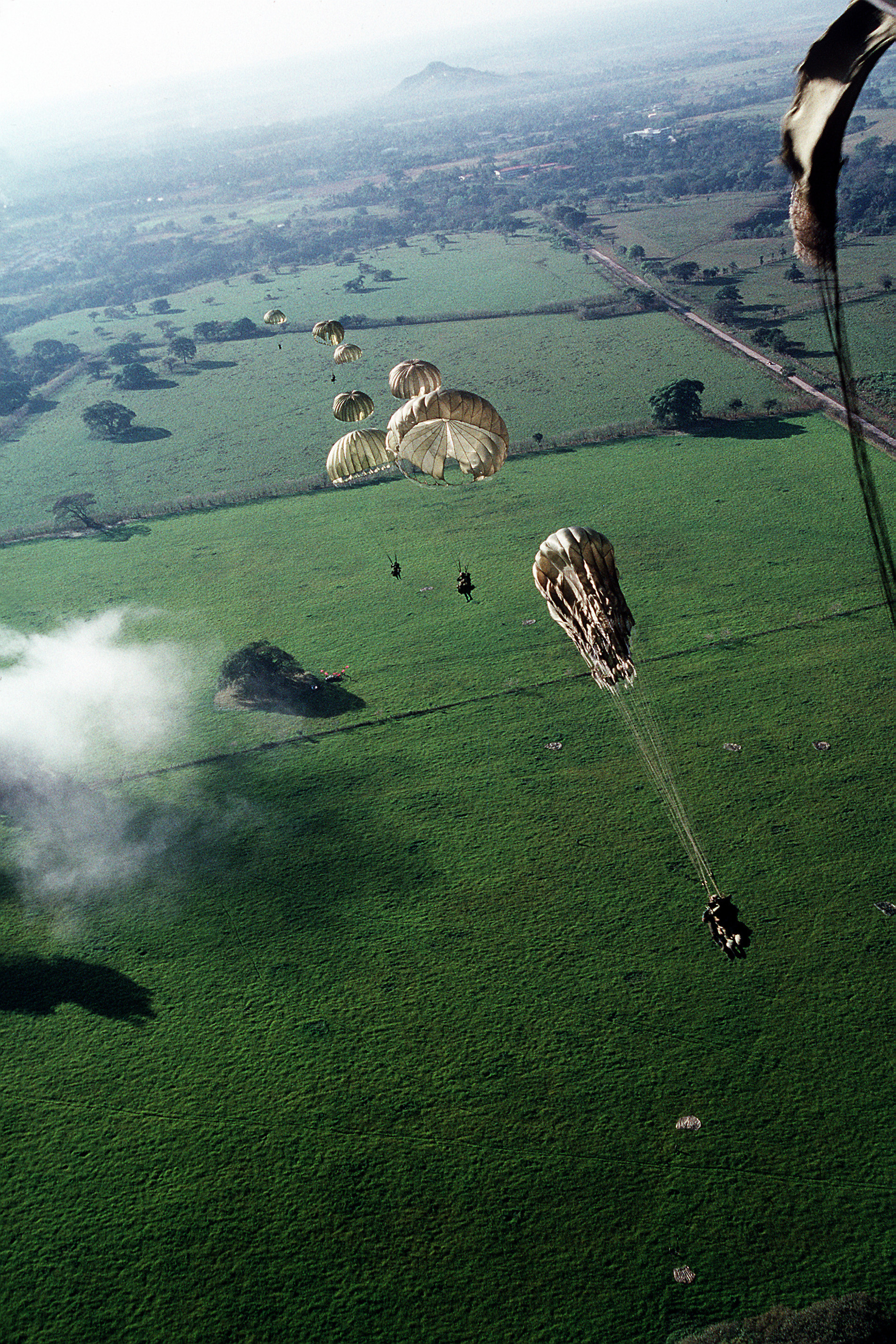
عناصر من الكتيبة الأولى من فوج المشاة 508 يهبطون بالمظلات على منطقة إنزال خارج مدينة بنما دعماً لغزو الولايات المتحدة لبنما.

قوات الإنزال الجوي أو قوات المظليين هو مصطلح يطلق على القوات المنقولة جواً. وتكون بالغالب وحدات من المشاة الخفيفة يتم إنزالها بالمظلات خلف خطوط العدو، ولها القدرة على الانتشار في أي مكان تقريباً.وتفتقر قوات الإنزال الجوي عادة إلى الإمدادات والمعدات اللازمة لعمليات قتالية لفترات طويلة.
الميزة الرئيسية للقوات المحمولة جواً هي قدرتها على الانتشار في مناطق القتال دون الحاجة إلى ممر بري، طالما كان المجال الجوي متاحاً. ولا تقتصر تشكيلات القوات المحمولة جواً إلا على عدد وحجم طائرات النقل الخاصة بها؛ ويمكن لقوة كبيرة الحجم أن تظهر «من السماء» خلف خطوط العدو في غضون ساعات إن لم يكن دقائق، وهو الإجراء المعروف باسم «التطويق الرأسي».
تفتقر قوات المظليين عادة إلى الإمدادات الكافية للقتال لفترة طويلة، لذا يتم استخدامها لإنشاء رأس جوي لجلب قوات أكبر قبل تنفيذ أهداف قتالية أخرى. كما تم تعديل بعض مركبات المشاة القتالية للإنزال الجوي ليتم إنزالها مع المظليين لتوفير دعم ناري أقوي.

## الحرب العالمية الثانية

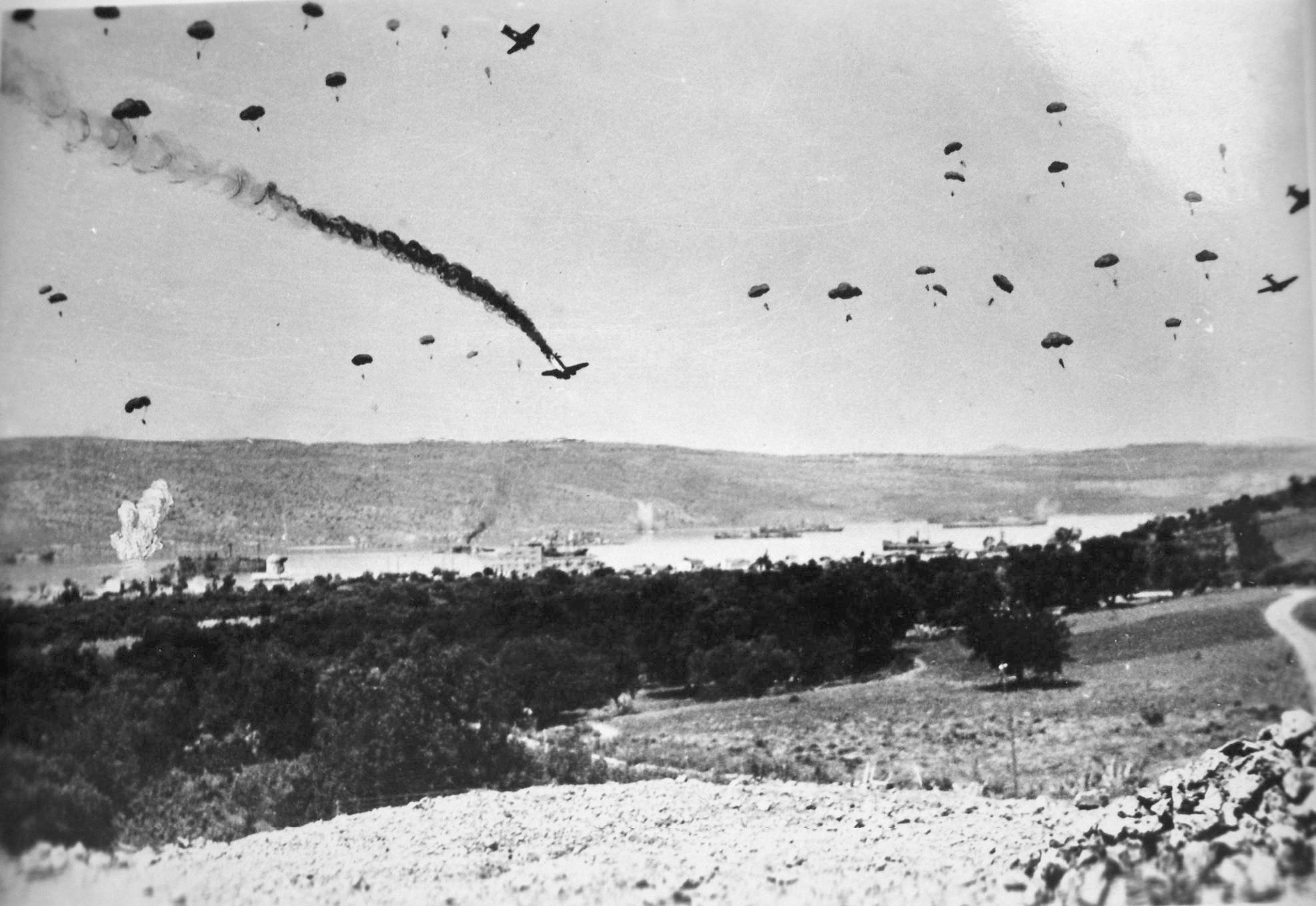
القوات المظلية الألمانية تهبط على جزيرة كريت من طائرات النقل يونكرز يو 52، في 20 مايو 1941.

### عمليات المحور
ألمانيا: طورت القوات الجوية الألمانية تحت قيادة الجنرال كورت ستودنت قوات المظلات فالشيرميجر. وقد تم نشرها في عمليات مثل عملية فيزرأوبونغ لغزو النرويج والدنمرك، والاستيلاء على نقاط استراتيجية مثل جسر ستورستروم ومطار ألبورج. وفي بلجيكا، استولت القوات المحمولة جواً على حصن إيبن إيميل، بينما في هولندا، استهدفت عمليات المظلات نطاق واسع من الجسور والمطارات ولكنها عانت من انتكاسات بالقرب من لاهاي. وكانت معركة كريت هي المعركة الأكثر أهمية التي خاضتها قوات المظلات، حيث تمكنت على الرغم من الخسائر الفادحة من تأمين الجزيرة. ومع ذلك، أدت الخسائر الكبيرة إلى دفع هتلر إلى التخلي عن العمليات المحمولة جواً على نطاق واسع، وقَصر قوات المظلات على مهام خاصة مثل إنقاذ موسوليني ومحاولة القبض على تيتو.
اليابان: نشر الجيش الإمبراطوري الياباني والبحرية قوات المظلات في حملة جزر الهند الشرقية الهولندية (على سبيل المثال، سيليبس وسومطرة). وقد أدت الخسائر الفادحة والنجاح المحدود إلى الحد من استخدامها. كان الاستثناء الملحوظ هو الغارة التي شُنت في ديسمبر 1944 على القواعد الجوية الأمريكية في ليتي بالفلبين.

### عمليات الحلفاء
من المفارقات أن المعركة التي أنهت عمليات المظليين الألمان كان لها تأثير معاكس على الحلفاء. فقد اقتنع الحلفاء بفعالية الهجمات المحمولة جواً بعد النجاحات الألمانية في معركة جزيرة كريت، فسارعوا إلى تدريب وتنظيم وحداتهم المحمولة جواً. وأنشأ البريطانيون مدرسة التدريب المظلي رقم 1 في قاعدة سلاح الجو الملكي بالقرب من مانشستر، والتي دربت جميع المظليين الأوروبيين البالغ عددهم 60 ألفاً الذين جندهم الحلفاء خلال الحرب العالمية الثانية. أنشأ الجيش الأمريكي، بقيادة الجنرال ويليام سي لي، أول فرقة محمولة جواً، «الفرقة المحمولة جواً 101». أنشأ البريطانيون فرقتين محمولتين جواً (الأولى والسادسة)، بينما شكلت الولايات المتحدة خمس فرق (الحادية عشرة والثالثة عشرة والسابعة عشرة والثامنة والثمانين والواحدة عشرة). تم تنظيم هذه الفرق في فيالق محمولة جواً للحلفاء بحلول عام 1944.
العمليات الرئيسية:

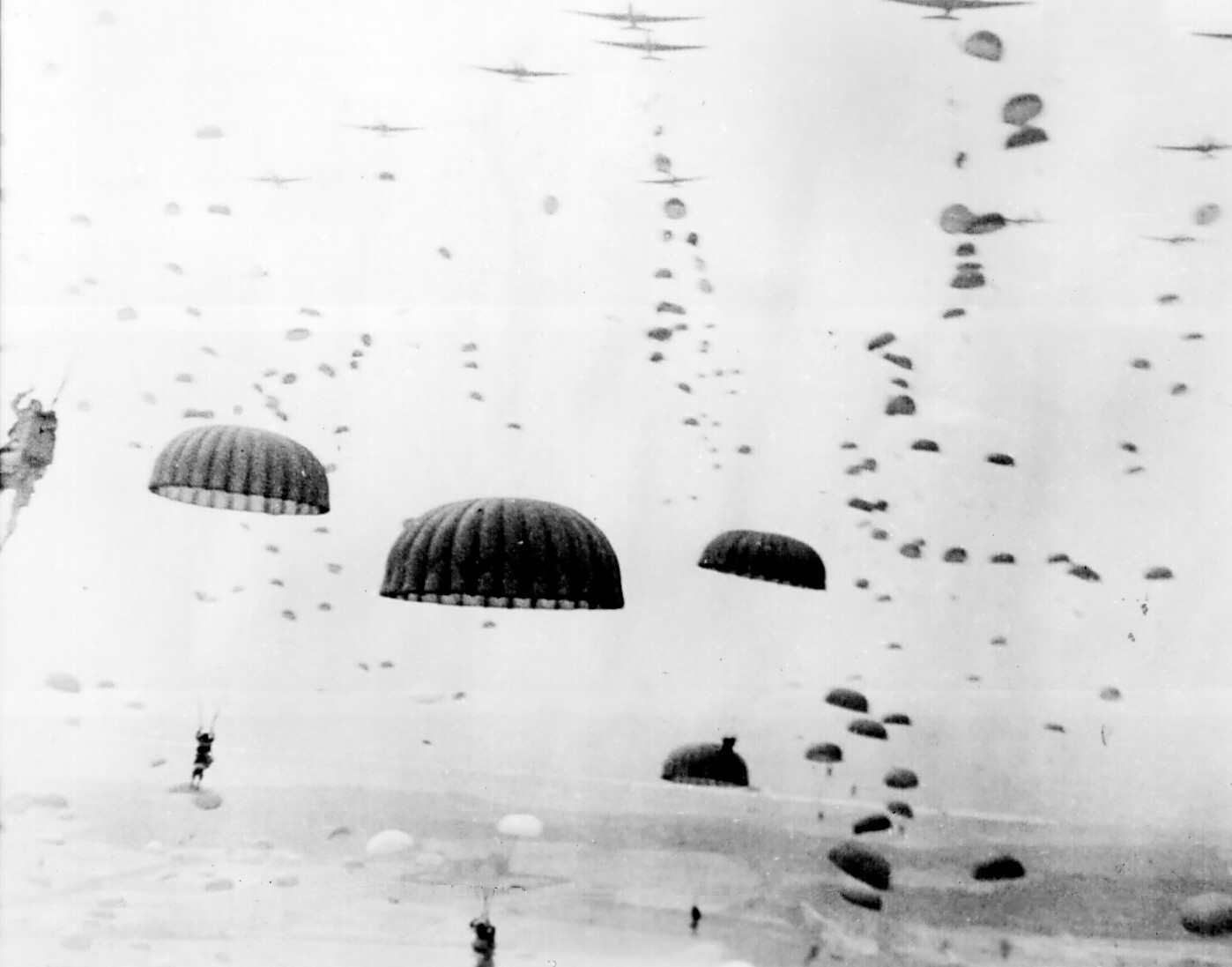
قوات مظلية تهبط في هولندا خلال عملية ماركت جاردن في سبتمبر 1944م.

- كتيبة المشاة المظلية الأمريكية 509 في عملية الشعلة بشمال إفريقيا (1942).
- الفرقتان المحمولتان جواً 82 و101 في غزة صقلية وإيطاليا والنورماندي وهولندا.
- فريق القتال المظلي 517 في جنوب فرنسا (عملية دراغون).
- الفرقة المحمولة جواً 17 في معركة الثغرة (1945).
- الفرقة المحمولة جواً 11 في المحيط الهادئ، استخدمت في المقام الأول كقوات برية.
- الفرقة المحمولة جواً 13 انتشرت في فرنسا لكنها لم تشهد أي قتال.

كانت دول المحور رائدة في الحرب المحمولة جواً، لكن الحلفاء تبنوا المفهوم ووسعوه، مما أدى إلى عمليات واسعة النطاق أثرت بشكل كبير على نتائج الحرب.
لم يقم السوفييت إلا بعملية إنزال جوي واسعة النطاق واحدة في الحرب العالمية الثانية، على الرغم من ريادتهم المبكرة في الميدان في ثلاثينيات القرن العشرين. كما كانوا رائدين في تطوير الطائرات الشراعية القتالية، لكن استخدمت فقط لنقل البضائع أثناء الحرب.
حد التفوق الجوي لدول المحور في وقت مبكر من الحرب من قدرة السوفييت على القيام بمثل هذه العمليات، بينما كان النقص المستمر في المواد في وقت لاحق من الصراع، مثل الحرير للمظلات، مشكلة حالت دون ذلك. ومع ذلك، حافظ السوفييت على اعتقادهم العقائدي بفعالية القوات المحمولة جواً، كجزء من مفهومهم «للمعركة العميقة»، طوال الحرب. كانت أكبر عملية إنزال خلال الحرب بحجم فيلق (عملية إنزال فيازما، للفيلق المحمول جواً الرابع). ولم تكن ناجحة. ولكن استُخدمت الوحدات المحمولة جوًا كوحدات مشاة نخبة، ولعبت دورًا حاسمًا في العديد من المعارك. على سبيل المثال، في معركة كورسك، دافع الحرس الجوي عن الجناح الشرقي للجيش السوفيتي وكان له دور حاسم في صد الاختراق الألماني.
أرسل السوفييت فريقًا واحدًا على الأقل من المراقبين إلى القوات المحمولة جوًا البريطانية والأمريكية للتخطيط ليوم إنزال النورماندي.

## حرب فيتنام

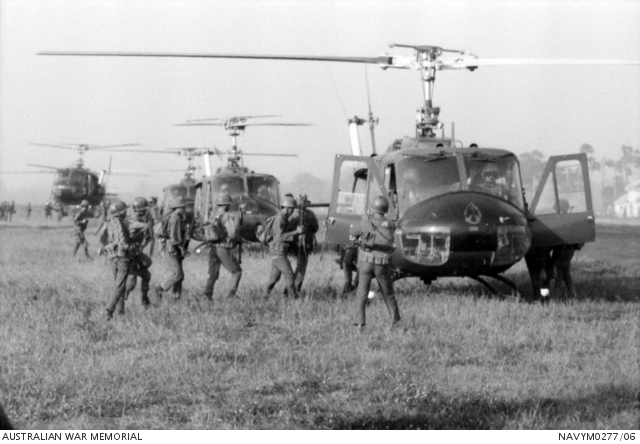
سرية المروحيات الهجومية الأمريكية 135 تحمل جنود الفرقة التاسعة من جيش جمهورية فيتنام.

في عام 1963، في معركة أب باك، نقلت الجيش الفيتنامي الجنوبي قوات محمولة جواً بواسطة المروحيات والإسقاط الجوي. كان استخدام القوات المحمولة جواً بواسطة المروحيات من قِبل جيش الولايات المتحدة في حرب فيتنام منتشراً على نطاق واسع، وأصبحت صورة رمزية أيكونية تَظهر في نشرات الأخبار والأفلام عن الصراع.

في فبراير 1967، بدأت عملية جانكشن سيتي، وكانت أكبر عملية لقوات الحلفاء. خلال هذه العملية، قام 845 عضوًا من الكتيبة الثانية، والفرقة 503 (المحمولين جواً)، والمدفعية 319 (المحمولة جواً)، وعناصر من اللواء 173 المحمول جواً بالقفز المظلية الوحيدة في حرب فيتنام.

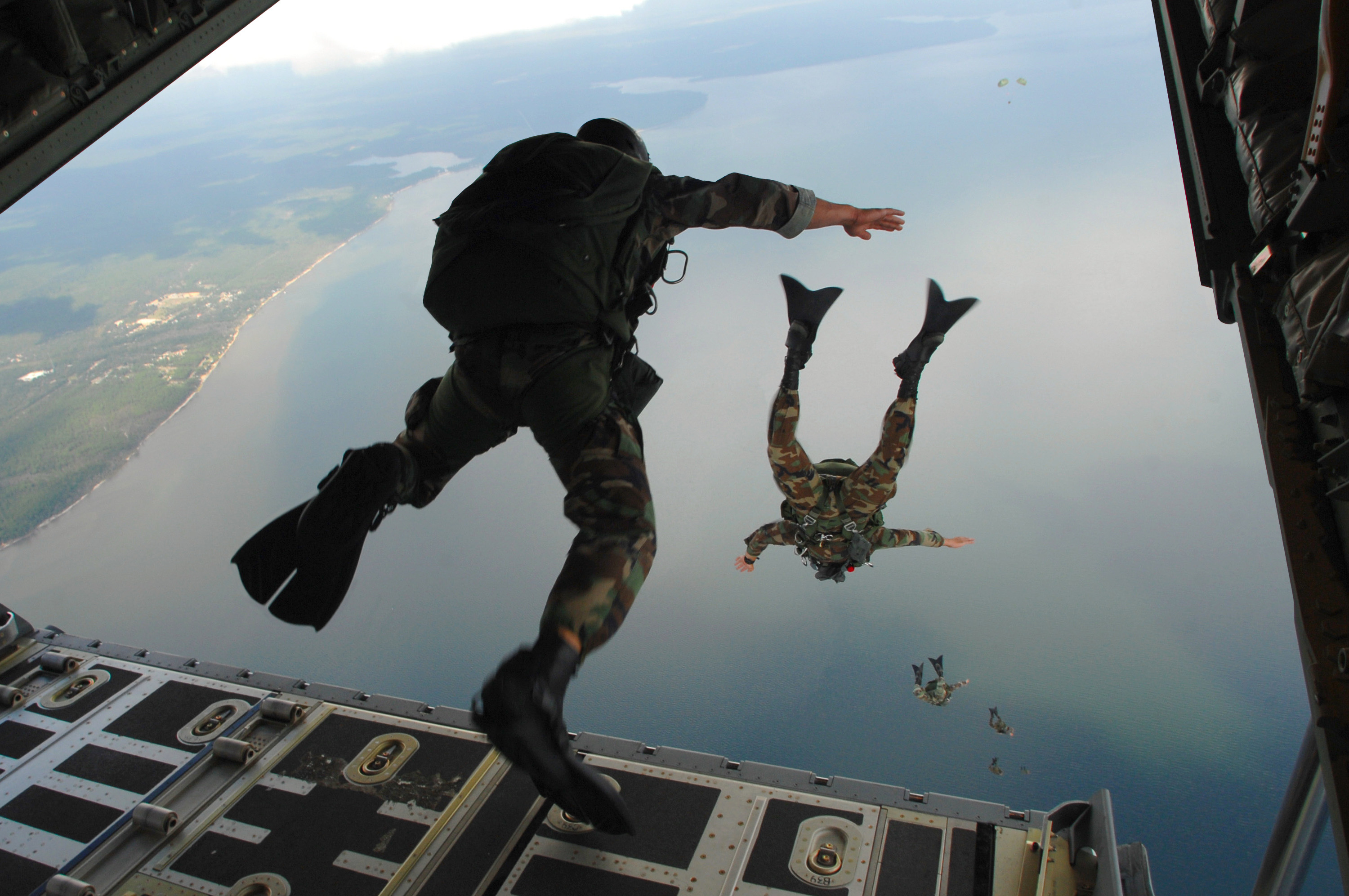
انزال مظلي